# نورس النعيمي
نورس النعيمي (1994-15 ديسمبر 2013 ) إعلامية عراقية سابقة، كانت تعمل في قناة الموصلية منذ 5 سنوات وتدرس في المرحلة الأولى بكلية الاعلام في جامعة الموصل.

## وفاتها
قتلت نورس في يوم 15 ديسمبر/كانون الأول من عام 2013، عن عمر ناهز 19 عاما، بعد إطلاق النار عليها من قبل مسلحون أمام منزلها في مدينة الموصل ثم لاذوا بالفرار. ولقد أدى إصابتها برصاصات في رأسها إلى موتها في الحال.